# Konstantinos Kleinias
Konstantinos Kleinias (in greco Κωνσταντίνος Κλεινιας?; Atene, 1888 – Atene, 21 aprile 1964) è stato un nuotatore greco.

## Carriera
Partecipò alle gare di nuoto dei Olimpiadi estive di Atene del 1906, gareggiando solo nei 400 m stile libero, ritirandosi nella finale.